# Уткина Заводь (исторический район)
У́ткина За́водь — исторический район Петербурга, находится в Невском районе, административно относится к муниципальному округу «Народный».
Район находится на юго-востоке Петербурга, на правом берегу реки Невы между устьем реки Утки и проспектом Большевиков. По территории Уткиной Заводи проходят две дороги — Октябрьская набережная и Приневская улица.
Название произошло от названия затона Уткина заводь, которое весьма широко объясняется тем, что был он построен заводчиком Уткиным в конце XIX века. Однако существуют достоверные сведения о том, что ещё в шведские времена река Утка называлась по-фински Сорсайоки (фин. Sorsanjoki, Сорейоки, Сорсийоки) — от фин. sorsa ‘утка’.

## Промышленность

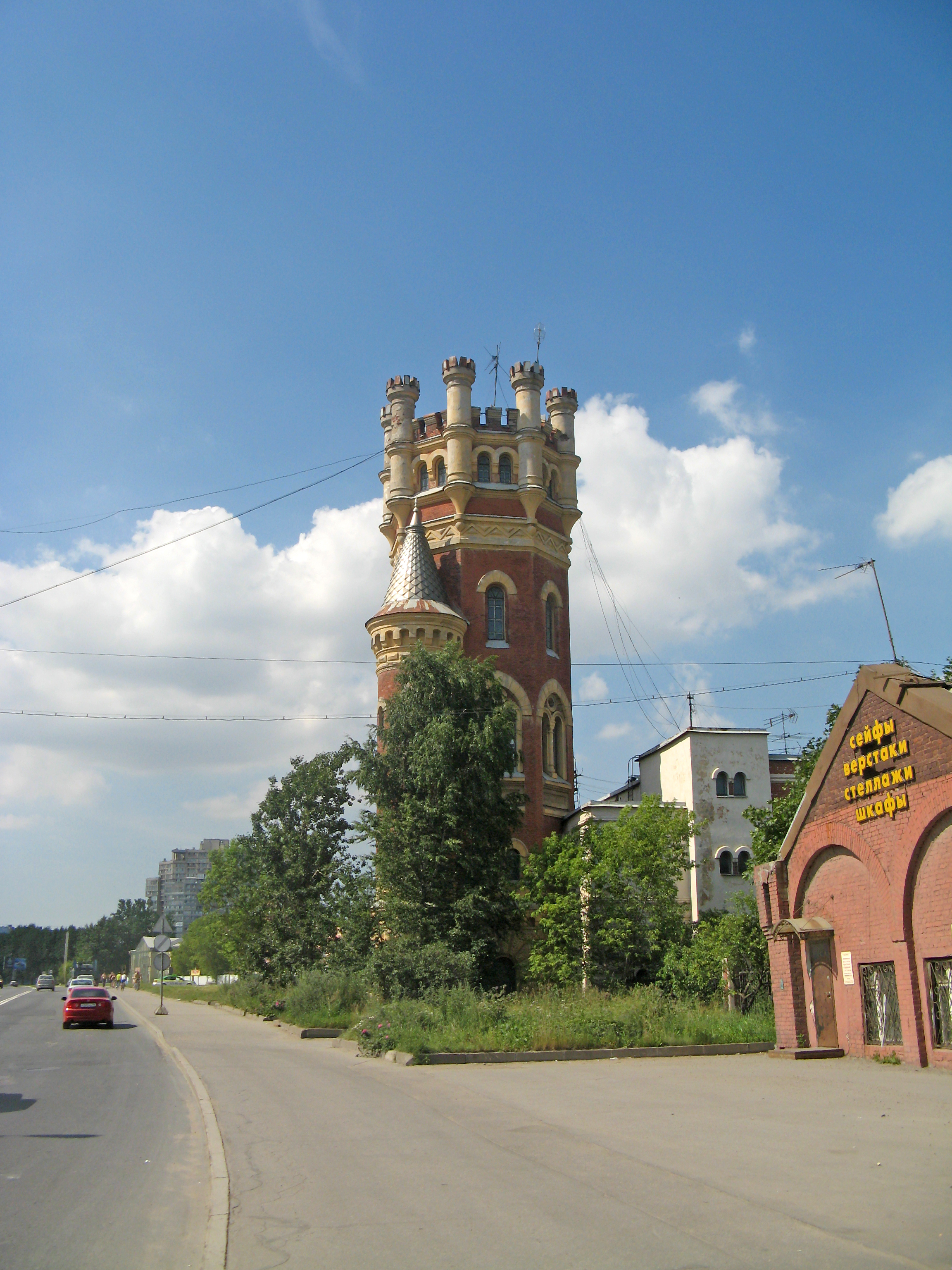
Водонапорная (пристрельная) башня Обуховского завода

Устье Утки было самым обжитым местом в этой части правого берега. Кирпичные заводы здесь работали уже в середине XVIII века. В начале 1780-х годов Екатерина II пожаловала Уткину Заводь Александру Безбородко. Долгое время её владельцами были Кушелевы-Безбородко. К концу XIX века Уткина Заводь превратилась в промышленный район, здесь работали кирпичные и лесопильные заводы, находился полигон Обуховского завода. Сохранившаяся до наших дней водонапорная башня в неоготическом стиле (Октябрьская набережная, 104а) была построена морским министерством.
Перед Первой мировой войной бельгийское акционерное общество «Железобетон» начало строительство электростанции «Уткина Заводь» (автор проекта — архитектор Андрей Оль). Первая очередь — в стиле неоклассицизма — была построена в 1914—1916 годах. Война и революции остановили строительство, но уже в 1920 году под руководством Оля началось строительство второй очереди станции, ставшей первенцем ГОЭЛРО в Ленинграде. Первая турбина электростанции, получившей название «Красный Октябрь» (современная Правобережная ТЭЦ), была запущена в 1922 году, строительство второй очереди завершено в 1926 году. По соседству с ГРЭС «Красный Октябрь», рядом с бывшей усадьбой «Сосновка» (Октябрьская набережная, 90—96) в 1926—1933 годах архитекторами Виктором Альвангом и Германом Гриммом был построен жилой городок для работников станции.
Сейчас в Уткиной Заводи действуют домостроительный комбинат, завод железобетонных изделий, птицефабрика «Балтийская» и другие предприятия.

## Транспорт
Ближайшие станции метро - Улица Дыбенко и Ладожская.Основной транспорт до метро это автобусы. Неподалёку находится развязка СПБ КАД и БОВМ.
На протяжении всего XX века район был мощным логистическим центром: в нём расположены Невский грузовой район и железнодорожная станция Нева, которая была связана со многими промышленными предприятиями города грузовым трамваем. Расположенный на набережной причал принимает туристические теплоходы.